# Сельское поселение Володинское (Вологодская область)
Сельское поселение Володинское — упразднённое сельское поселение в составе Бабаевского района Вологодской области.
Центр — деревня Володино.
Образовано 1 января 2006 года в соответствии с Федеральным законом № 131 «Об общих принципах организации местного самоуправления в Российской Федерации».
В состав сельского поселения вошёл Володинский сельсовет за исключением деревень Бабаево, Высоково, Колпино, посёлка Заготскот, которые вошли в городское поселение Бабаево.
Законом Вологодской области от 28 апреля 2015 года № 3633-ОЗ, сельские поселения Володинское, Дубровское и Сиучское преобразованы, путём объединения, в сельское поселение Бабаевское с административным центром в городе Бабаево.

## География
Расположено на юго-западе района. Граничит:
- на севере с Тороповским сельским поселением и городским поселением Бабаево,
- на востоке с Санинским и Сиучским сельскими поселениями,
- на юго-востоке с Дубровским сельским поселением,
- на юге с Мегринским сельским поселением и городским поселением Чагода Чагодощенского района,
- на западе с Ленинградской областью.

По территории муниципального образования протекает река Колпь и её приток Колодинка; Внина и её притоки Олешница, Мошница. С востока на запад проходит железная дорога Вологда — Санкт-Петербург, ближайшая станция расположена в городе Бабаево.

## Населённые пункты
В состав сельского поселения входило 7 населённых пунктов, в том числе
6 деревень,
1 посёлок.
| Населённый пункт  | ОКАТО          | Рег. номер | Расстояние до районного центра, км | Расстояние до центра поселения, км | Координаты                      |
| ----------------- | -------------- | ---------- | ---------------------------------- | ---------------------------------- | ------------------------------- |
| деревня Березовец | 19 205 820 003 | 65         | 13                                 | 5                                  | 59°23′40″ с. ш. 35°44′37″ в. д. |
| деревня Великово  | 19 205 820 004 | 66         | 10                                 | 2                                  | 59°23′27″ с. ш. 35°47′51″ в. д. |
| деревня Володино  | 19 205 820 001 | 63         | 8                                  | 0                                  | 59°24′29″ с. ш. 35°49′33″ в. д. |
| деревня Выползово | 19 205 820 005 | 67         | 32                                 | 24                                 | 59°19′53″ с. ш. 35°31′57″ в. д. |
| деревня Дудино    | 19 205 820 007 | 69         | 12                                 | 4                                  | 59°26′41″ с. ш. 35°48′40″ в. д. |
| деревня Переходно | 19 205 820 010 | 72         | 10                                 | 2                                  | 59°25′38″ с. ш. 35°48′54″ в. д. |
| посёлок Тимошкино | 19 205 820 011 | 73         | 26                                 | 18                                 | 59°22′52″ с. ш. 36°09′20″ в. д. |